# 16ª Mostra internazionale d'arte cinematografica di Venezia
La 16ª edizione della Mostra internazionale d'arte cinematografica di Venezia si è svolta a Venezia, Italia, dal 25 agosto al 9 settembre del 1955: la direzione della Mostra è, per la seconda e ultima volta, affidata a Ottavio Croze.
Per la seconda volta di fila non viene assegnata la Coppa Volpi alla miglior attrice.

## Giuria e premi
La giuria era così composta:
- Mario Gromo (presidente, Italia), Jacques Doniol-Valcroze (Francia), Arthur Knight (Stati Uniti d'America), Roger Manvell (Gran Bretagna), Piero Gadda Conti, Emilio Lonero, Domenico Meccoli, Carlo Ludovico Ragghianti (Italia).

I principali premi distribuiti furono:
- Leone d'oro al miglior film: Ordet - La parola (Ordet) di Carl Theodor Dreyer
- Leone d'argento: Le amiche di Michelangelo Antonioni, Il grande coltello di Robert Aldrich, Ciske muso di topo (Ciske de Rat) di Wolfgang Staudte, La cicala (Poprygunya ) di Samson Samsonov
- Coppa Volpi al miglior attore: ex aequo, Curd Jürgens per Gli eroi sono stanchi (Les héros sont fatigués) e Kenneth More per Profondo come il mare (The Deep Blue Sea)
- Coppa Volpi alla miglior attrice: non assegnata

## Sezioni principali

### Film in concorso
- Amici per la pelle, regia di Franco Rossi (Italia/Francia/Spagna)
- Boris Godunov, regia di Vera Stroyeva (Unione Sovietica)
- Caccia al ladro (To Catch a Thief ), regia di Alfred Hitchcock (Stati Uniti d'America)
- Cani perduti senza collare (Chiens perdus sans collier), regia di Jean Delannoy (Francia/Italia)
- Ciske muso di topo (Ciske de Rat), regia di Wolfgang Staudte (Paesi Bassi/Germania Ovest)
- Después de la tormenta, regia di Roberto Gavaldón (Messico)
- Gan, regia di Shirô Toyoda (Giappone)
- Gli eroi sono stanchi (Les héros sont fatigués), regia di Yves Ciampi (Francia)/Germania Ovest
- Gli sbandati, regia di Francesco Maselli (Italia)
- Il bidone, regia di Federico Fellini (Italia/Francia)
- Il generale del diavolo (Des Teufels General), regia di Helmut Käutner (Germania Ovest)
- Il grande coltello (The Big Knife), regia di Robert Aldrich (Stati Uniti d'America)
- Il kentuckiano (The Kentuckian), regia di Burt Lancaster (Stati Uniti d'America)
- Un dottore in altomare (Doctor at Sea), regia di Ralph Thomas (Regno Unito)
- Jhanak Jhanak Payal Baaje, regia di Shantaram Rajaram Vankudre (India)
- John and Julie, regia di William Fairchild (Regno Unito)
- K novomu beregu, regia di Leonid Lukov (Unione Sovietica)
- L'imperatrice Yang Kwei-fei (Yôkihi), regia di Kenji Mizoguchi (Giappone/Hong Kong)
- La Tierra del Fuego se apaga, regia di Emilio Fernández (Argentina/Messico)
- La cicala (Poprygunya ), regia di Samson Samsonov (Unione Sovietica)
- La maschera e il destino (Shuzenji monogatari), regia di Noboru Nakamura (Giappone)
- Le amiche, regia di Michelangelo Antonioni (Italia)
- Les mauvaises rencontres, regia di Alexandre Astruc (Francia)
- Nespokoen pat, regia di Dako Dakovski (Bulgaria)
- Oltre il destino (Interrupted Melody), regia di Curtis Bernhardt (Stati Uniti d'America)
- Ordet - La parola (Ordet), regia di Carl Theodor Dreyer (Danimarca)
- Profondo come il mare (The Deep Blue Sea), regia di Anatole Litvak (Regno Unito)
- Rivolta all'isola dell'inferno (Mãos Sangrentas), regia di Carlos Hugo Christensen (Brasile/Argentina)
- Takekurabe, regia di Heinosuke Gosho (Giappone)
- Ventiquattro occhi (Nijûshi no hitomi), regia di Keisuke Kinoshita (Giappone)
- Z mého zivota, regia di Václav Krska (Cecoslovacchia)